# カインの末裔 (映画)
『カインの末裔』（カインのまつえい）は、2007年に公開された奥秀太郎監督の映画作品である。

## 概要
有島武郎の同名小説や、旧約聖書の一節「カインのアベル殺し」にインスパイアを受けた奥秀太郎が、現代日本の川崎を舞台にオリジナル映画として再構築した作品である。2007年のベルリン国際映画祭フォーラム部門において、暴力やセックスの衝撃的な描写や一貫した重く暗いトーンで異彩を放った。また国内では、これまでコメディ要素の強いパーティームービーを多く手がけてきた奥秀太郎が、少年犯罪やカルトといった社会的なテーマを扱った硬派な作品を発表したことから驚きと共に高い評価を得た。

## あらすじ
舞台は、戦後日本の経済成長を象徴する工業都市・川崎。
医療少年院で孤独な10年間を過ごした棟方（渡辺一志）は、貨物列車で石灰石が運び込むための電子部品を組み立てる小さな工場へたどり着く。牧師の松村（田口トモロヲ）、従業員の毛（古田新太）、下請け工場主の妻（内田春菊）、松村の娘ゆかり（楊サチエ）、善良そうな人間に潜む醜さや当たり前の日常を支える不条理が次々と浮き彫りになっていく中、テレビリモコン型改造拳銃の製造という秘密の仕事を命じられた棟方。彼によって生み落とされたピストルは、この町の歯車を狂わせていく。

## スタッフ
- 監督・脚本：奥秀太郎
- 美術：江津匡士
- 撮影監督：蔭山周
- 撮影：工藤里沙
- スチル：大山ケンジ
- デザイン：野寺尚子
- 衣裳：横山一美

## キャスト
- 棟方：渡辺一志
- 松村：田口トモロヲ
- 毛：古田新太
- 和江：内田春菊
- ゆかり：楊サチエ
- 田村：岸建太朗
- ナオジ：小松和重
- 大森：飯田孝男
- 説教師：今奈良孝行
- 信徒：小谷陽子

## 出品歴
- 2006年バンクーバー国際映画祭正式出品
- 第57回ベルリン国際映画祭フォーラム部門正式出品
- 2007年ブエノスアイレス国際映画祭正式出品